# Bagnell (Misuri)
Bagnell es un pueblo ubicado en el condado de Miller en el estado estadounidense de Misuri. En el Censo de 2010 tenía una población de 93 habitantes y una densidad poblacional de 59,95 personas por km².

## Geografía
Bagnell se encuentra ubicado en las coordenadas 38°13′47″N 92°36′15″O / 38.22972, -92.60417. Según la Oficina del Censo de los Estados Unidos, Bagnell tiene una superficie total de 1.55 km², de la cual 1.22 km² corresponden a tierra firme y (21.54%) 0.33 km² es agua.

## Demografía
Según el censo de 2010, había 93 personas residiendo en Bagnell. La densidad de población era de 59,95 hab./km². De los 93 habitantes, Bagnell estaba compuesto por el 94.62% blancos, el 0% eran afroamericanos, el 0% eran amerindios, el 0% eran asiáticos, el 0% eran isleños del Pacífico, el 0% eran de otras razas y el 5.38% pertenecían a dos o más razas. Del total de la población el 0% eran hispanos o latinos de cualquier raza.